# 堀忠俊
堀 忠俊（ほり ただとし）は、江戸時代初期の大名。越後福嶋藩第2代藩主。初代藩主堀秀治の長男。母は長谷川秀一の娘。正室は姫路藩主・本多忠政の娘（徳川家康の養女）国姫。子は堀秀俊（長男）。

## 略歴
慶長11年（1606年）、父秀治の死去により家督を相続する。家老堀直政の尽力により、本多忠政の娘国姫を徳川家康の養女として娶り、また秀忠から偏諱と松平姓を授かるなど、急速に徳川将軍家に接近して家の存続を図っている。しかし、直政死後の慶長15年（1610年）、家老堀直清と堀直寄との争乱を発端とする御家騒動が勃発する。これにより、幕府は閏2月2日に忠俊と直清を改易、直寄を1万石減封に処した。
改易後の忠俊は陸奥磐城平藩主鳥居忠政へ預けられ、茶の湯のみを楽しみとしたと伝わる。享年26。墓所は福島県いわき市平字胡摩沢の曹洞宗淵室山長源寺。

## その後の堀家
次弟の鶴千代は早世、三弟の季郷は日向延岡藩内藤家に仕官している。息子の秀俊は加賀藩前田家に仕えている。
一方、元家老の直寄は着実に出世し、長岡城の建設や新潟町発展の寄与、村上の城下町の整備も進めた。直寄の次男直時の家系の越後村松藩3万石と、直政の五男直之の家系の越後椎谷藩1万石が存続して明治維新を迎えた。